# Antonio Márquez Salas
Antonio Márquez Salas (Mérida, Mérida, Venezuela, 6 de julio de 1919 - Caracas, Venezuela, 12 de febrero de 2002) fue un abogado y escritor venezolano. Doctorado en Ciencias Políticas y Sociales de la Universidad Central de Venezuela (1954).
Miembro del grupo Contrapunto en la década del 40 (siglo XX). Colaboró en las publicaciones literarias Contrapunto y Revista Nacional de Cultura, así como en El Nacional  y El Universal, medios de la prensa nacional venezolana.
Es considerado como uno de los maestros de la narrativa en la literatura venezolana. Se le reconoce  como  uno de los innovadores del cuento venezolano, que ha dejado una huella indeleble en este género literario, hasta entonces signado con resonancias del criollismo. Por la superación del regionalismo, se le considera contemporáneo a Juan Rulfo. Su escritura se vierte en  prosa lírica, con imágenes y figuras que cautivan hondamente al lector. Su obra literaria ha sido objeto de investigaciones en universidades venezolanas.

## Premios y reconocimientos
Ganador del Concurso anual de cuentos del diario ''El Nacional'' en tres ocasiones, con las obras "Como Dios" (1942), "El hombre y su verde caballo" (1947) y "Solo, en campo descubierto" (1967). La Asociación de Escritores de Mérida creó en su honor el Concurso de Narrativa “Antonio Márquez Salas”, en 2004.

## Obras
Según el Diccionario general de la literatura venezolana la "cuentística de Márquez Salas se encuentra llamativamente concentrada en dos períodos: 1947-1952 y 1960-1965. Si bien la primera etapa es sin duda la más característica y definitoria, y en la segunda diversifica sus procedimientos y se abre a nuevas temáticas, lo esencial y definitivo de su prosa narrativa se mantiene intocado a lo largo de toda su producción". Entre sus obras, destacan: 

### Narrativa
- El hombre y su verde caballo, 1947.
- ¿Vuelves ordenanza?, 1951
- ¡Como Dios!, 1952
- Las hormigas viajan de noche, 1956.
- Sólo, en campo descubierto, 1964.
- Cuentos, 1965.
- El día implacable, 1970.
- Dombo Salah Har y sus 32 mujeres, 1983.

### Poesía
- Los rostros de la tierra. Poema de otro tiempo (1983)[1]

### No ficción
- Discurso pronunciado con motivo del reencuentro de Chiguará, 1968.